# Pablo de Torres
Pablo de Torres (falecido em 1560) foi um prelado católico romano que serviu como bispo do Panamá (1546–1560).

## Biografia
Pablo de Torres nasceu na Espanha e foi ordenado sacerdote na Ordem dos Pregadores. A 27 de janeiro de 1546, o Papa Paulo III nomeou-o Bispo do Panamá. A 15 de dezembro de 1553, Jerónimo de Loayza, arcebispo de Lima, iniciou um processo de afastamento das suas funções por incompetência administrativa e falha em proteger os índios de abusos e escravização. Pablo de Torres voltou para Roma em 1554, onde teria falecido em 1560.